# 신연숙
신연숙(1952년 4월 9일 ~ )은 대한민국의 배우이다.

## 주요 이력
1971년 연극배우 첫 데뷔하였으며 2000년 텔레비전 드라마에 첫 출연하였다.

## 가족 관계
- 막내아들 서지원 (4인조 그룹 F-iV의 멤버)

## 출연작

### 드라마
- 《전원일기》
- 《산너머 남촌에는》 (2007년, KBS1)
- 《기담전설》 (2008년, E채널)
- 《압록강은 흐른다》 (2008년, SBS)
- 《솔약국집 아들들》 (2009년, KBS2)
- 《동안미녀》 (2011년, KBS2)
- 《신의 퀴즈 2》 (2011년, OCN) - 이영은의 할머니 역
- 《청담동 살아요》 (2011년, JTBC)- 박순애 역
- 《폭풍의 여자》 (2014년, MBC) - 고춘심 역
- 《송곳》 (2015년, JTBC) - 준금 역
- 《응답하라 1988》 (2015년, tvN) - 강만순 역
- 《낭만닥터 김사부》 (2016년, SBS) - '목표 체온 유지 치료'를 실시한 환자 보호자 역
- 《터널》 (2017년, OCN) - 무영한의원 할머니 역
- 《크로스》 (2018년, tvN) - 이길상의 아내 역
- 《이리와 안아줘》 (2018년, MBC)
- 《의사 요한》 (2019년, SBS) - 윤성규의 보호자 역
- 《더 게임: 0시를 향하여》 (2020년, MBC) - 희망 고아원 원장 수녀 역
- 《한 번 다녀왔습니다》 (2020년, KBS2)- 지향순 역
- 《이상한 변호사 우영우》 (2022년, ENA) - 정명석의 어머니 역
- 《악귀》 (2023년, SBS) - 1958년 당시 태자귀 사건을 취재하다 사망한 고경호 기자의 딸 역
- 《수상한 그녀》 (2024년, KBS2) - 오춘분 역
- 《노무사 노무진》 (2025년, MBC) - 박명숙 역

### 교양
- 《기막힌 이야기 실제상황》

### 영화
- 《그녀들의 방》 (2009년) - 요셉 할머니 역
- 《여고괴담 5》 (2009년) - 수녀 역
- 《지구에서 사는 법》 (2009년) - 지하도 행인 역
- 《식객: 김치전쟁》 (2010년) - 일본수상 부인 역
- 《숨》 (2011년) - 원장 역
- 《검은 갈매기》 (2011년) - 준구 모 역
- 《밀월도 가는 길》 (2012년) - 분식점 주인 역
- 《연애의 온도》 (2013년) - 영의 엄마 역
- 《금지된 장난》 (2013년) - 윤 여사 역
- 《만신》 (2014년) - 박씨 장모 역
- 《우리는 형제입니다》 (2014년) - 김만재 부인 역
- 《파스카》 (2015년) - 어머니 역
- 《거짓말》 (2015년) - 아영 엄마 역
- 《열정같은소리하고있네》 (2015년) - 공항 아줌마 역
- 《비닐하우스》 (2023년) - 화옥 역